# Елвіс Пінель
Елвіс Пінель (ісп. Elvis Pinel, нар. 18 грудня 1988, Окоталь) — нікарагуанський футболіст, півзахисник клубу «Реал Естелі» та національної збірної Нікарагуа.

## Клубна кар'єра
У дорослому футболі дебютував 2010 року виступами за команду клубу «Манагуа», в якій провів один сезон.
До складу клубу «Реал Естелі» приєднався 2011 року. Відтоді встиг відіграти за команду з Естелі 131 матч в національному чемпіонаті, вигравши з командою низку національних трофеїв.

## Виступи за збірну
14 січня 2011 року дебютував в офіційних матчах у складі національної збірної Нікарагуа на Центральноамериканському кубку проти збірної Сальвадору (0:2). 
У складі збірної був учасником розіграшу Золотого кубка КОНКАКАФ 2017 року у США.
Наразі провів у формі головної команди країни 30 матчів, забивши 1 гол.